# 訃報 1991年12月
訃報 1991年12月（ふほう 1991ねん12がつ）では、1991年（平成3年）12月中に物故した、又は物故が報じられた人物についてまとめる。

## （1日 - 15日）

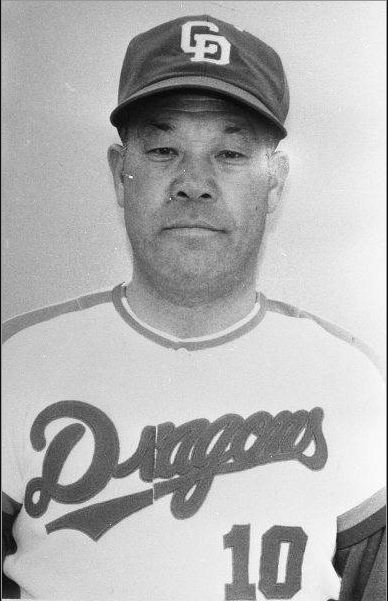
服部受弘 / 12月5日没

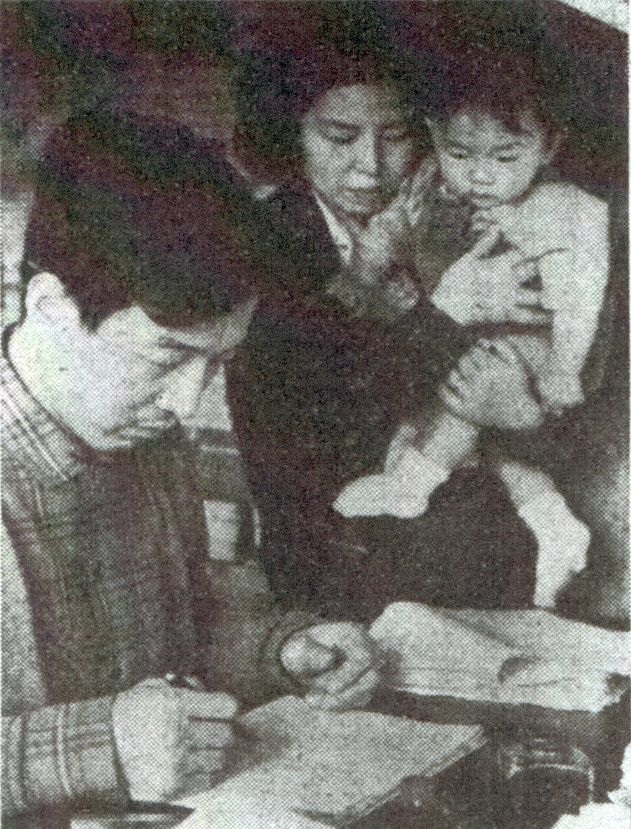
山本七平（左） / 12月10日没

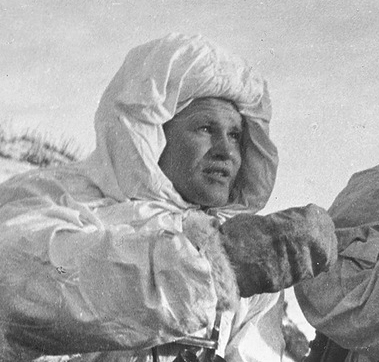
ヴァシリ・ザイツェフ / 12月15日没

- 12月1日 - ジョージ・スティグラー、経済学者（* 1911年）
- 12月5日 - 末元善三郎、天文学者（* 1920年）
- 12月5日 - 服部受弘、プロ野球選手（* 1920年）
- 12月6日 - リチャード・ストーン、経済学者（* 1913年）
- 12月10日 - 山本七平、評論家・聖書学者（* 1921年）
- 12月15日 - ヴァシリ・ザイツェフ、ソビエト連邦の狙撃兵（* 1915年）

## （16日 - 31日）
- 12月16日 - 利根一郎、作曲家（* 1918年）
- 12月17日 - 相田みつを、書道家（* 1924年）
- 12月19日 - ポール・マクスウェル、俳優（* 1921年）
- 12月22日 - エルンスト・クルシェネク、作曲家（* 1900年）
- 12月22日 - 藤野光久、プロ野球選手（* 1925年）
- 12月25日 - 大坪健一郎、政治家（* 1925年）
- 12月27日 - 山根成之、映画監督（* 1936年）
- 12月28日 - カサンドラ・ハリス、映画女優・ボンドガール（* 1948年）
- 12月31日 - フェリシア・ブルメンタール、ピアニスト（* 1908年）